# 奧莫阿

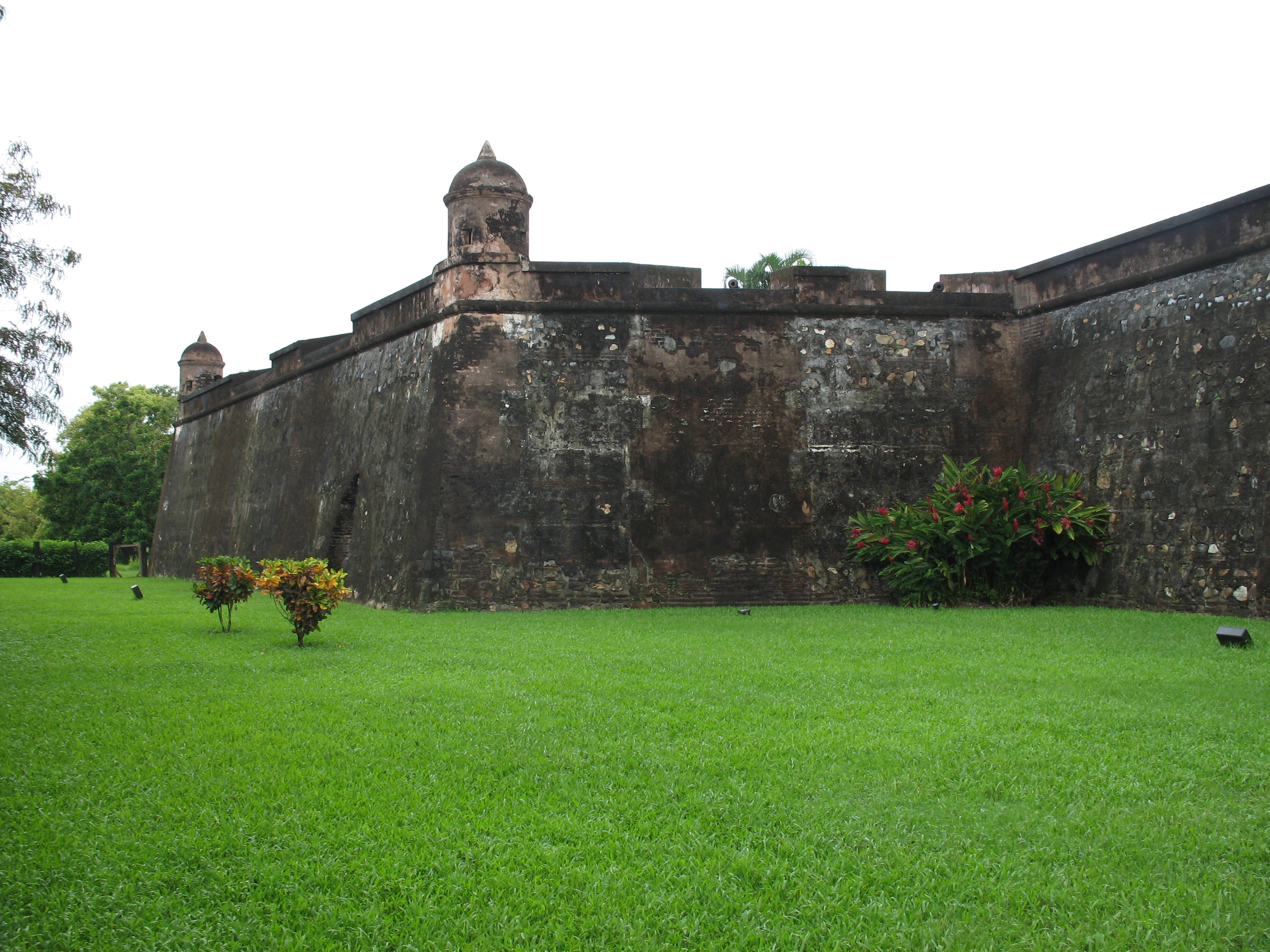
奥莫阿的圣费尔南多古堡

奧莫阿（西班牙語：Omoa），是洪都拉斯的城鎮，位於該國西北部加勒比海沿岸，由科爾特斯省負責管轄，始建於1852年，面積393.69平方公里，海拔高度50米，2001年人口30,148，人口密度每平方公里76.58人。
15°46′26″N 88°02′11″W / 15.77389°N 88.03639°W